# Ekom II
Pour les articles homonymes, voir Ekom.
Ekom II  est une localité de la région du Centre au Cameroun, localisée dans la commune de Nkolafamba et le département de la Méfou-et-Afamba.

## Population
En 1965, Ekom II comptait 190 habitants, principalement des Ewondo.
Lors du recensement de 2005, ce nombre s'élevait à 59.